# Sciapus bellus
Sciapus bellus är en tvåvingeart som först beskrevs av Friedrich Hermann Loew 1873.  Sciapus bellus ingår i släktet Sciapus och familjen styltflugor. Inga underarter finns listade i Catalogue of Life.